# Culicoides travassosi
Culicoides travassosi är en tvåvingeart som beskrevs av Oswaldo Paulo Forattini 1957. Culicoides travassosi ingår i släktet Culicoides och familjen svidknott. Inga underarter finns listade i Catalogue of Life.